# Middleton (Massachusetts)
Middleton é uma vila localizada no condado de Essex no estado estadounidense de Massachusetts. No Censo de 2010 tinha uma população de 8.987 habitantes e uma densidade populacional de 239,57 pessoas por km².

## Geografia
Middleton encontra-se localizado nas coordenadas 42° 36′ 38″ N, 71° 00′ 26″ O. Segundo o Departamento do Censo dos Estados Unidos, Middleton tem uma superfície total de 37.51 km², da qual 34.85 km² correspondem a terra firme e (7.1%) 2.67 km² é água.

## Demografia
Segundo o censo de 2010, tinha 8.987 pessoas residindo em Middleton. A densidade populacional era de 239,57 hab./km². Dos 8.987 habitantes, Middleton estava composto pelo 89.72% brancos, o 2.27% eram afroamericanos, o 0.48% eram amerindios, o 2.27% eram asiáticos, o 0.03% eram insulares do Pacífico, o 3.4% eram de outras raças e o 1.82% pertenciam a duas ou mais raças. Do total da população o 7.12% eram hispanos ou latinos de qualquer raça.